# Curtis Davies
Curtis Eugene Davies, född 15 mars 1985, är en engelsk-sierraleonsk fotbollsspelare som spelar för Cheltenham Town. Han har tidigare spelat för bland annat Luton Town, där han började sin karriär, Hull City och Derby County. Sedan 2023 representerar han även Sierra Leones landslag.

## Klubbkarriär

### Lån till Leicester City
Den 15 oktober 2010 gick Davies till Leicester och skrev på för en månad. 5 dagar innan lånet skulle upphöra, den 10 november, bestämde sig Davies för att förlänga lånet till januari 2011. 

### Utanför fotbollen
I december 2009 började Davies med sitt välgörenhetsjobb för underprivilegierade barn. Första dagen höll han en julfest i Birmingham på Town Hall. Partyt organiserades av NVA Management. I augusti 2010 gick Davies, i samband med Martin O'Neills avgång, ut i media och berättade att O'Neill aldrig hade gett honom en ärlig chans i Villa.

### Birmingham City
Den 28 januari 2011 blev Curtis Davies klar för Birmingham City. Han skrev ett kontrakt på 3,5 år med klubben. Övergångssumman landade på 3,5 miljoner pund, motsvarande 36 miljoner SEK.

### Derby County
Den 7 juni 2017 värvades Davies av Derby County, där han skrev på ett tvåårskontrakt. Den 1 juli 2018 förlängde Davies sitt kontrakt fram till 2020.